# 譚啓竜
譚 啓竜（たん けいりゅう、タン・チイヌオン、1913年1月3日 - 2003年1月22日）は、中華人民共和国の軍人、革命軍、政治家。江西省永新県出身。中国共産党第8回、第9回中央委員会候補委員、第10回、第11回、第12回中央委員会委員、中国共産党第8回、10回、11回、12回、13回、14回、15回、16回全国代表大会代表、第1回、2回、3回、4回、5回全国人民代表大会代表大会代表。

## 経歴
1913年1月3日、江西省永新県で生まれる。1928年に中国共産主義青年団入団。1933年に中国共産党入党。土地革命戦争の時期と抗日戦争の時、譚啓竜は前後して湘贛省蘇維耶政府委員、浙東区党委書記、新四軍浙東縦隊政治委員などの職を担当しました。解放戦争の時、新四軍、山東野戦軍、華東野戦軍第1縦隊の副政委が政治部主任、華東野戦軍第7兵団政委などを兼任した。
中華人民共和国が設立された後、浙江省党委員会副書記、浙江省人民委員会副主席、浙江省党委員会書記、浙江省人民委員会主席を歴任しました。1954年4月、山東省党委第二書記に転出。その後、山東軍区第一副政委、第一、二、三回中国人民政治協商会議山東省委員会主席、済南軍区第一政委、党委員会第一書記、山東省委書記処書記、省長、山東省委第一書記、中国共産党華東局書記処書記を歴任した。文化大革命で譚啓竜は批判と迫害を受けた。1970年3月、福建省革委会副主任、福建省党委書記に転出。1972年4月、浙江省党委書記、浙江省革委会副主任，浙江省党委第一書記、浙江省革委会主任、浙江省軍区第一政委。1977年2月、青海省委第一書記、青海省革委会主任、青海省軍区第一政委、青海省人大常委会主任に任命。1979年12月に四川省党委第二書記、第一書記、成都軍区第二政委、四川省軍区第一政委、四川省党委員会常務委員、四川省顧問委員会主任を担当した。1985年9月、中国共産党中央顧問委員会に移り、委員に任命される。 
2003年1月22日、譚啓龍は山東省済南市で90歳で逝去しました。